# Åke Soop (lagman)
Åke Soop, född 26 april 1682 i Bälinge församling, Älvsborgs län, död 14 november 1748 i Järstorps församling, var en svensk lagman och häradshövding.

## Biografi
Åke Soop föddes 1682 på Lygnö i Bälinge socken. Han var son till majoren Hans Soop och Helena Bonde. Soop blev 1698 student vid Lunds universitet och blev 21 februari 1707 extra ordinarie kanslist i Kungliga kansliet. Han var även från 22 februari 1707 auskultant i Svea hovrätt. Soop blev 13 juli 1708 vice häradshövding i Gotlands södra domsaga, 13 december 1709 interimshäradshövding och 3 oktober 1710 ordinarie häradshövding. Han blev 10 juni 1714 vice lagman i Bohusläns lagsaga och 11 oktober 1718 häradshövding i Tveta, Mo och Västra häraders domsaga. Soop blev 20 april 1719 häradshövding på Gotland, 30 juni 1719 vice lagman i Hallands lagsaga, 3 augusti 1719 extra ordinarie assessor i Göta hovrätt och 10 januari 1721 ordinarie assessor i Göta hovrätt. Han blev 19 maj 1732 lagman i Skånska lagsagan och tog avsked från tjänsten 15 juni 1747. Soop avled 1748 på Rustorp och begravdes i Järstorps kyrka, där hans vapen sattes upp.

### Egendom
Soop ägde gårdarna Intorp i Gällstads socken, Attarp i Bankeryds socken, Rustorp, Järstorp och Björneberg i Järstorps socken, samt Olshammar i Hammars socken.

### Familj
Soop gifte sig 14 september 1711 i Stockholm med Margareta Cedercreutz (1690–1775), dotter till brukspatronen Reinhold Tersmeden och Christina Börstelia. Margareta Cedercreutz var änka efter överinspektorn Peter von Lingen vid Slapetersjuderierna. Soop och Cedercreutz fick tillsammans barnen Helena Soop (1712–1796) som var gift med kammarherren Carl Henrik Posse af Säby, Hans Soop (1713–1730), Carolina Gustaviana Soop (1714–1800) som var gift med majoren Johan Ulrik Cederrona, Mattias Soop (1716–1741), Jonas Soop (1718–1741), Beata Soop (1719–1722) Knut Soop (1720–1720), Christina Soop (1723–1809) som var guft med ryttmästaren Gustaf Sebastian von Knorring, löjtnanten Herman Soop (1724–1747) vid Amiralitetet, Sofia Margareta Soop (1726–1767), Gustaf Soop (1728–1736) och krigsrådet Carl Soop (1729–1786).